# Lill-Rösten
Lill-Rösten är en sjö i Ovanåkers kommun i Hälsingland och ingår i Ljusnans huvudavrinningsområde. Sjön är 6 meter djup, har en yta på 1,91 kvadratkilometer och är belägen 171,1 meter över havet. Sjön avvattnas av vattendraget Rösteån (Vinnfarsån).

## Delavrinningsområde
Lill-Rösten ingår i det delavrinningsområde (681414-151696) som SMHI kallar för Utloppet av Lill-Rösten. Medelhöjden är 184 meter över havet och ytan är 10,25 kvadratkilometer. Räknas de 40 avrinningsområdena uppströms in blir den ackumulerade arean 373,44 kvadratkilometer. Rösteån (Vinnfarsån) som avvattnar avrinningsområdet har biflödesordning 2, vilket innebär att vattnet flödar genom totalt 2 vattendrag innan det når havet efter 71 kilometer. Avrinningsområdet består mestadels av skog (64 procent). Avrinningsområdet har 1,9 kvadratkilometer vattenytor vilket ger det en sjöprocent på 18,5 procent.